# Wondergekko
De wondergekko (Teratoscincus scincus) is een hagedis die behoort tot de gekko's en de familie Sphaerodactylidae. De soort komt voor in het Midden-Oosten en Azië.

## Naam en indeling
De wetenschappelijke naam van de soort werd voor het eerst voorgesteld door Hermann Schlegel in 1858. Oorspronkelijk werd de wetenschappelijke naam Stenodactylus scincus gebruikt.

## Uiterlijke kenmerken
De wondergekko heeft een bruine kleur met lichtere tot witte lengtesstrepen, en een variabele tekening van donkere vlekken en strepen op de kop. De kopvlekken hebben soms iets weg van een nettekening.
De wondergekko heeft grote schubben die elkaar overlappen en is hiermee een grote uitzondering binnen de gekko's. Op de staart zijn de schubben zelfs plaatachtig te noemen. Deze schubben worden gebruikt om een ratelend afweergeluid te maken, daarnaast kan de gekko blazende geluiden maken en schijnaanvallen uitvoeren. Het is echter pure bluf, de gekko is niet gevaarlijk en vlucht na het dreigritueel.

## Verspreiding en habitat
De soort komt voor in delen van Azië en het Midden-Oosten en leeft in de landen Iran, Afghanistan, Pakistan, China, Qatar, Oman, Kazachstan, Turkmenistan, Oezbekistan, Tadzjikistan. De habitat bestaat uit droge tropische en subtropische bossen, graslanden en scrublands, rotsige omgevingen en hete woestijnen.

## Beschermingsstatus
Door de internationale natuurbeschermingsorganisatie IUCN is de beschermingsstatus 'veilig' toegewezen (Least Concern of LC).